# Езерский, Николай Николаевич (футболист)
Никола́й Никола́евич Езе́рский (бел. Мікалай Мікалаевіч Язерскі; 17 июня 1984) — белорусский футболист, защитник.

## Клубная карьера
Начал играть в футбол в молодёжной команде «Немана», с 2003 выступал за основную команду. За пять лет в «Немане» сыграл 128 матчей и забил четыре гола. В 2009 перешёл в «Нафтан» из Новополоцка. В том же году в составе клуба завоевал Кубок Беларуси. В 2012 году перестал попадать в состав клуба и по завершении сезона покинул клуб. В межсезонье кандидатура Езерского рассматривалась в «Ведрич-97» из Речицы, но в итоге он не подошёл клубу и принял решение завершить карьеру.

## Карьера в сборной
Привлекался в молодёжную сборную Беларуси, сыграл 6 матчей.

## Достижения
- В составе новополоцкого «Нафтана»: обладатель Кубка Беларуси 2008/09, 2011/12